# Schwarzenbach (Lucerne)
Pour les articles homonymes, voir Schwarzenbach.
Herlisberg est une ancienne commune et une localité du canton de Lucerne, située dans l'arrondissement électoral de Sursee.

## Histoire
Le village de Schwarzenbach, construit sur un habitat de l'époque romaine, est cité pour la première fois en 1215. Propriété de la famille von Winon dès le XIIIe siècle, le village passe sous le contrôle du chapitre de Beromünster avant de devenir une commune indépendante en 1805 dont les frontières avec les communes voisines de Mosen et Gunzwil ne sont fixées précisément qu'entre 1822 et 1854. 
En 2004, la commune de Schwarzenbach, principalement orientée sur l'agriculture, est absorbée dans la commune de Beromünster.